# Жилой дом на площади Ленина, 6 (Воронеж)
Жилой дом на площади Ленина — снесённое и реконструированное жилое здание в Воронеже. Располагается по адресу: площадь Ленина, 6.
Построен в 1930-е годы по проекту архитектора Мясниковой в стиле конструктивизм. Первоначально внутренняя планировка дома учитывала социалистические перемены в городе. В числе 52 квартир были 2 квартиры-коммуны, по 10 комнат каждая. В доме размещались универмаг, ясли, прачечная и газоубежище.
Во время Великой Отечественной войны был разрушен. В 1951 году восстановлен по проекту Н. В. Троицкого и Р. В. Березиной с добавлением неоклассического декора. Дом имел скруглённую часть на углу площади Ленина и улицы Плехановской, был пышно декорирован полуколоннами и лепниной. В 1996-м году от фасада отвалился кусок карниза и упал вниз: один человек погиб, один остался инвалидом, ещё несколько пострадали, а сам дом в 2001 году был признан аварийным. Поэтому, в 2000-е годы все декоративные элементы с фасада были сбиты; дом был огорожен. Дом планировался к сносу, исторический фасад собирались повторить на фасаде нового дома, который будет построен на его месте. В мае 2013 года, когда в Воронеж приезжал Владимир Путин, дом был закрыт баннером с напечатанным на нём фасадом, который затем не снимался до сноса. Из-за этих событий здание получило прозвище «Нарисованный дом» или «Дом-убийца».
По состоянию на 2015 год был заселён бездомными. Первоначально дом принадлежал «Павловскгранит-Жилстрой», которая обязалась расселить жильцов и произвести снос, но из-за тяжб с жителями дома и финансовых трудностей этого так и не произошло, а «Павловскгранит-Жилстрой» в конце концов обанкротился. В сентябре 2016 года продан компании ООО «Инвестстрой» за 150 миллионов рублей.
В 2017 году здание было перепродано строительной компании «Выбор». 13 августа 2018 года начался демонтаж. На его месте планировалось возведение восьмиэтажного жилого дома с подземной парковкой. По заявлениям представителей строительной компании, внешний вид фасада будет частично напоминать фасад старого здания в знак уважения к Троицкому.

### Снос
23 августа 2018 г. строительная компания «ВЫБОР» приступила к сносу дома по адресу пл. Ленина 6. Эта же компания к 2022 году возвела на этом месте идентичный по архитектурной стилистике шестиэтажный дом с двумя мансардными этажами.
В первый день сноса техника приступила к демонтажу здания со стороны дворовой территории – были снесены балконы и частично вскрыт фасад.

Начало сноса дома 23 августа 2018 г., по адресу: г. Воронеж, пл. Ленина 6.
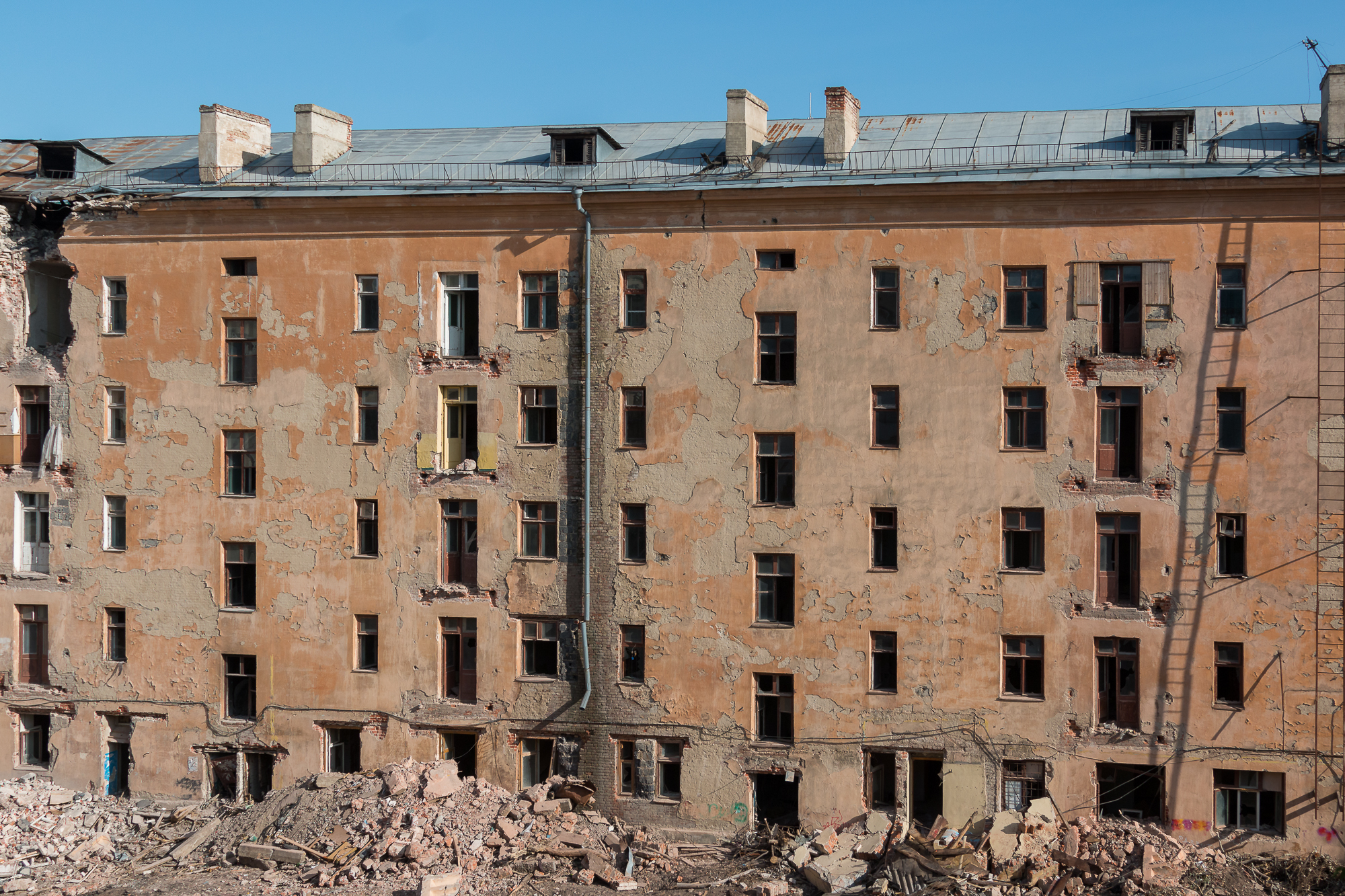
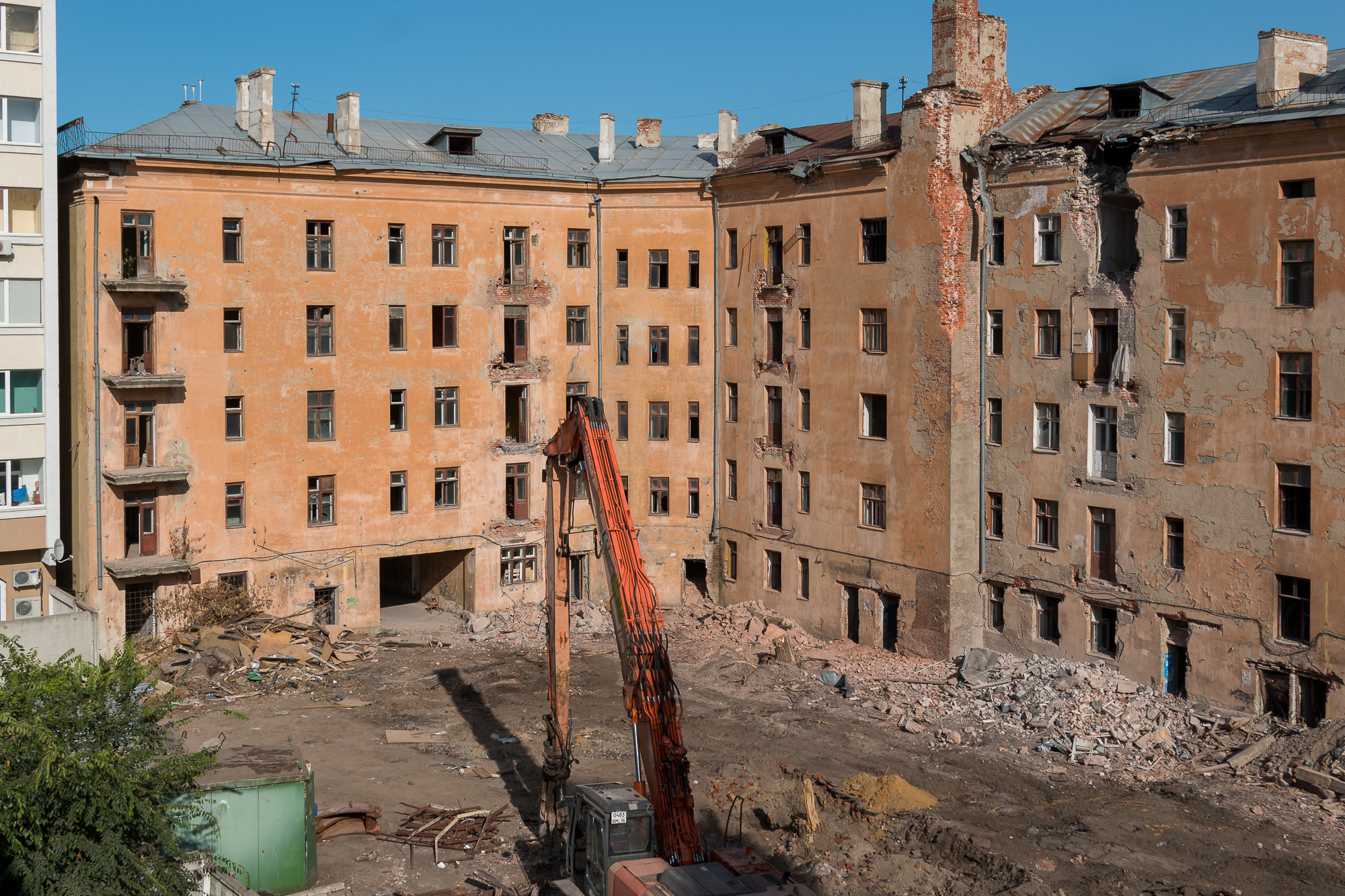
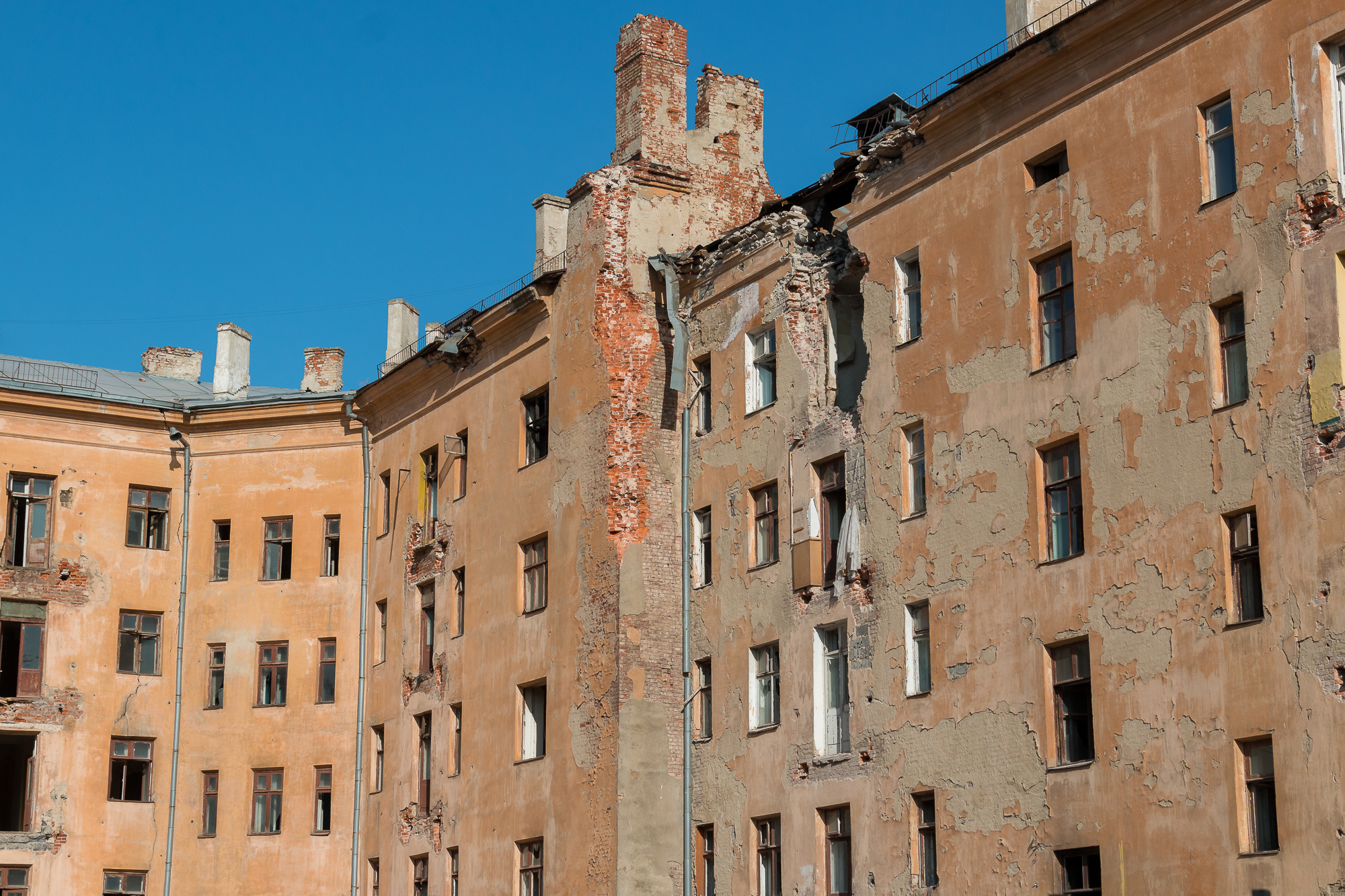
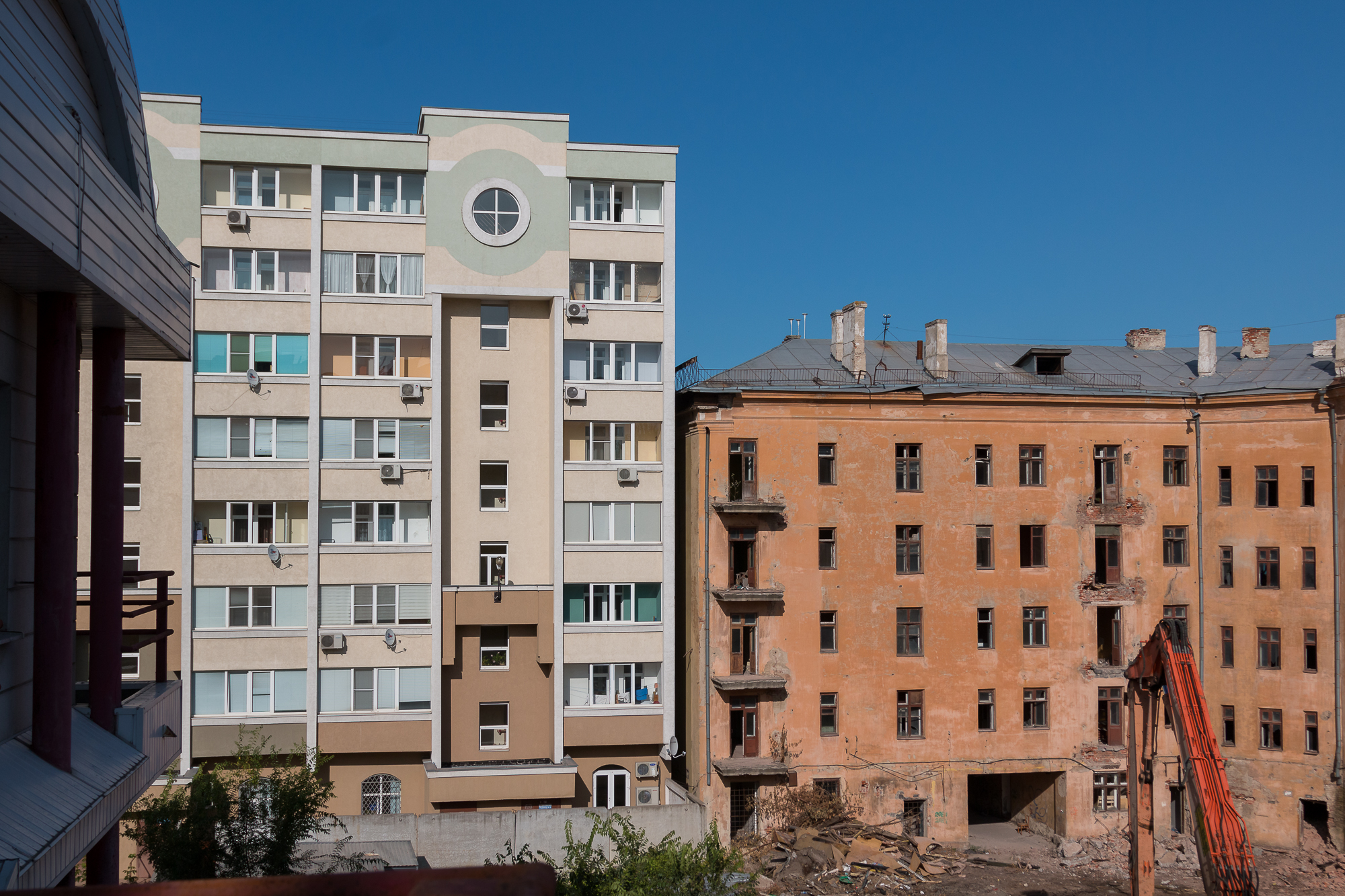
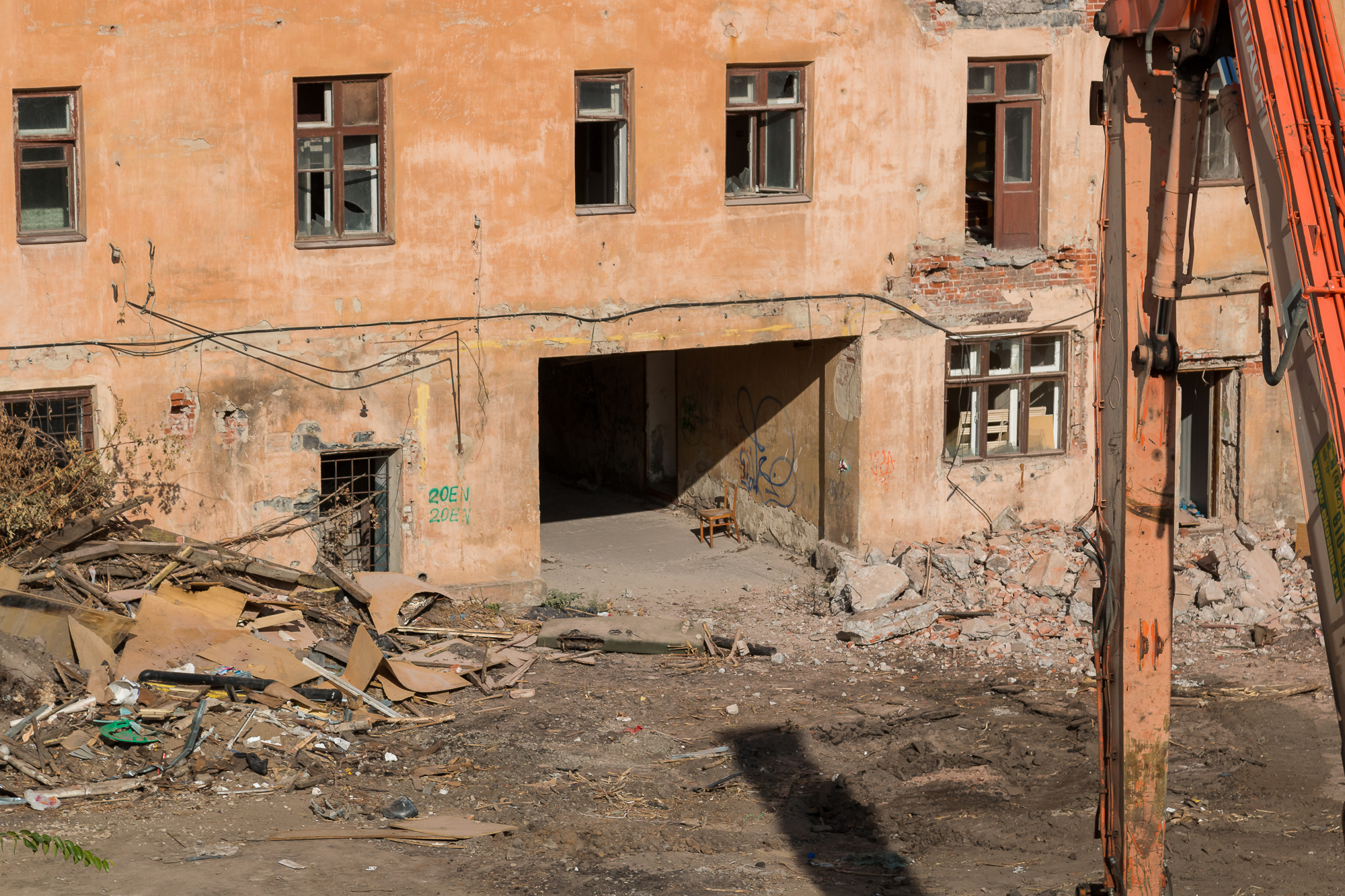
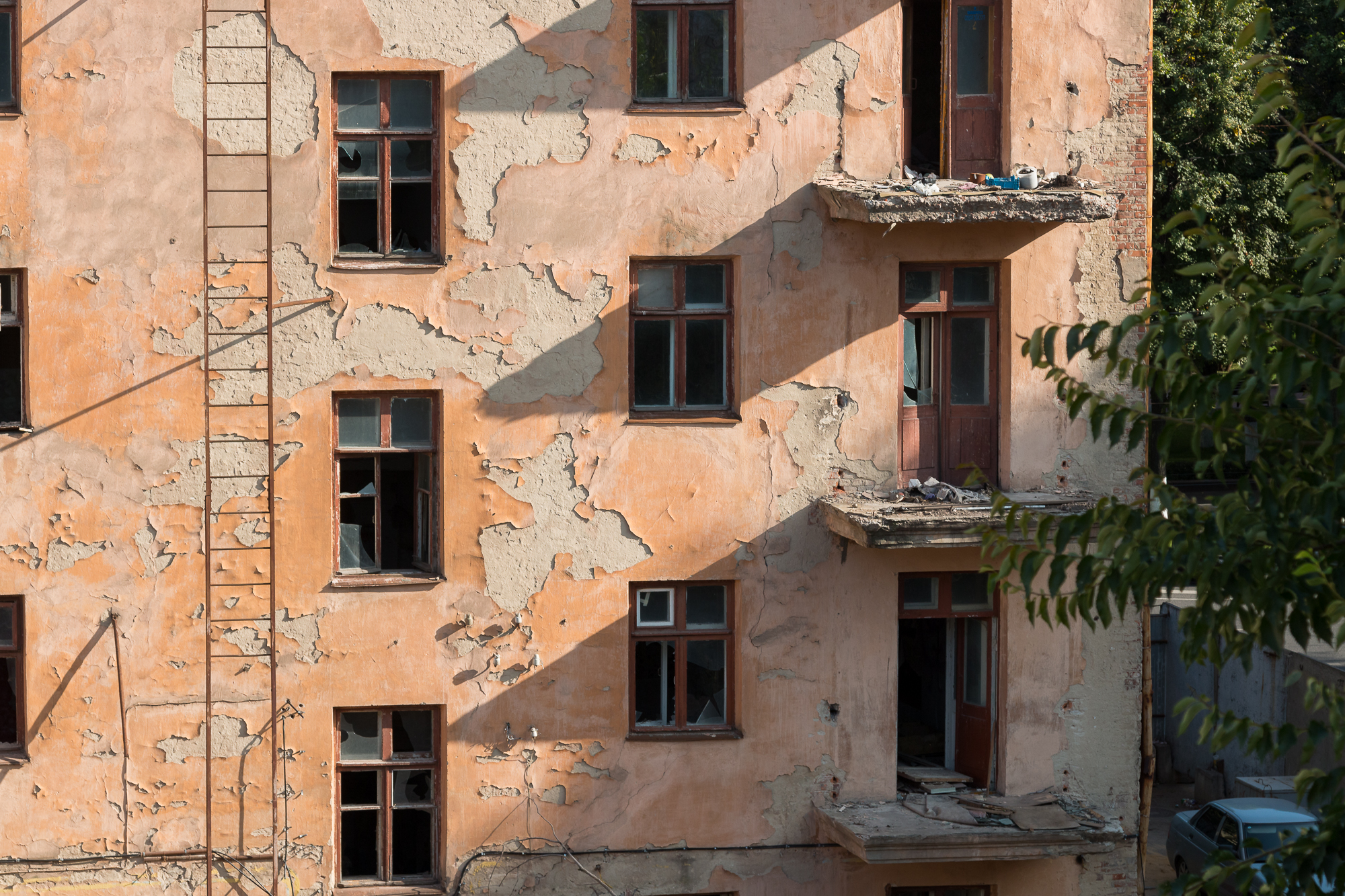

28 августа 2018 года экскаватором для сноса зданий и сооружений Hitachi были демонтированы 3 верхних этажа, угловой 5 подъезд, а также 4 и 3 подъезды, кровля и дымовая труба, располагавшаяся со стороны двора.  

Снос дома по адресу: г. Воронеж, пл. Ленина 6. 28 августа 2018 г
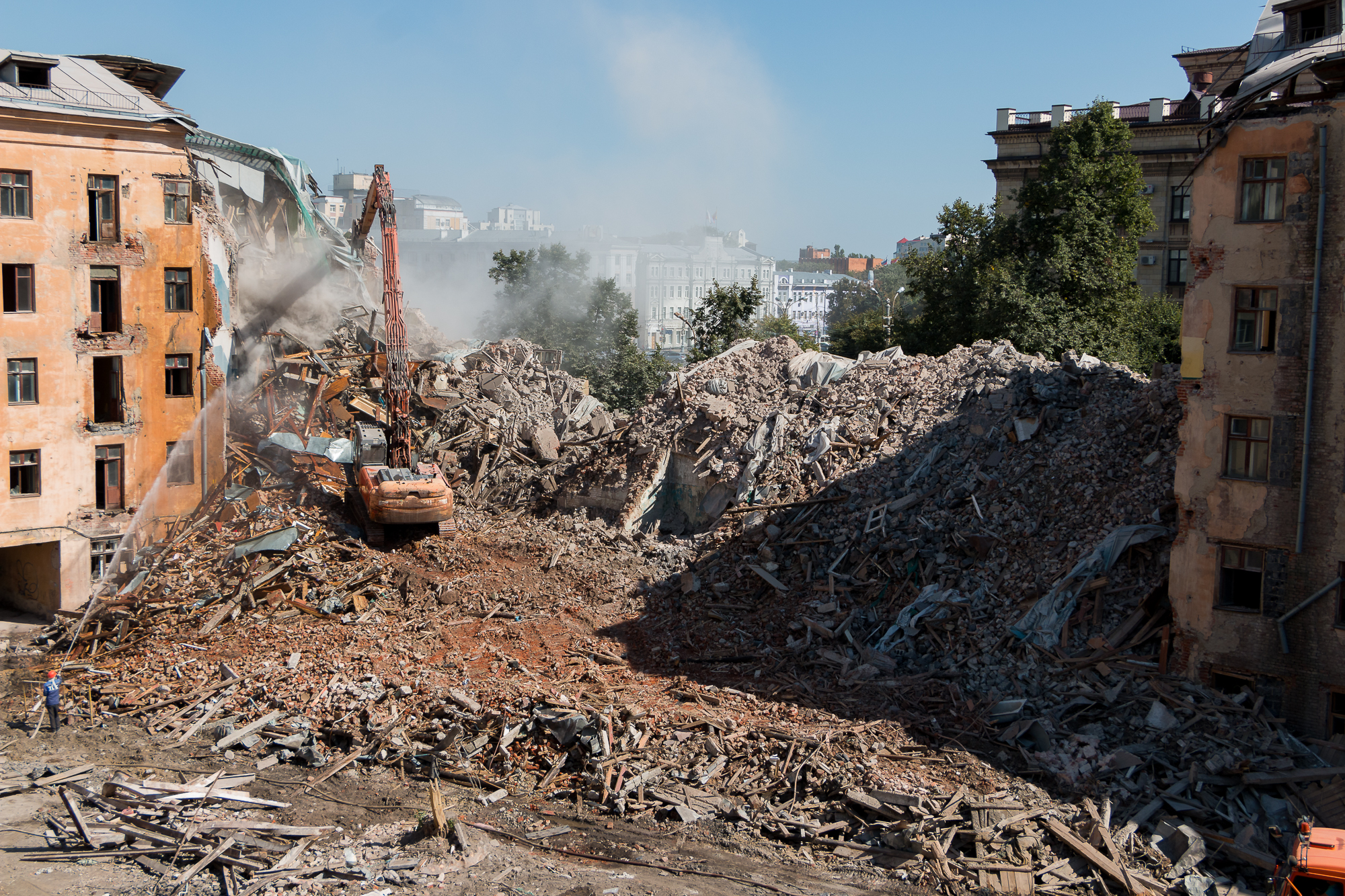
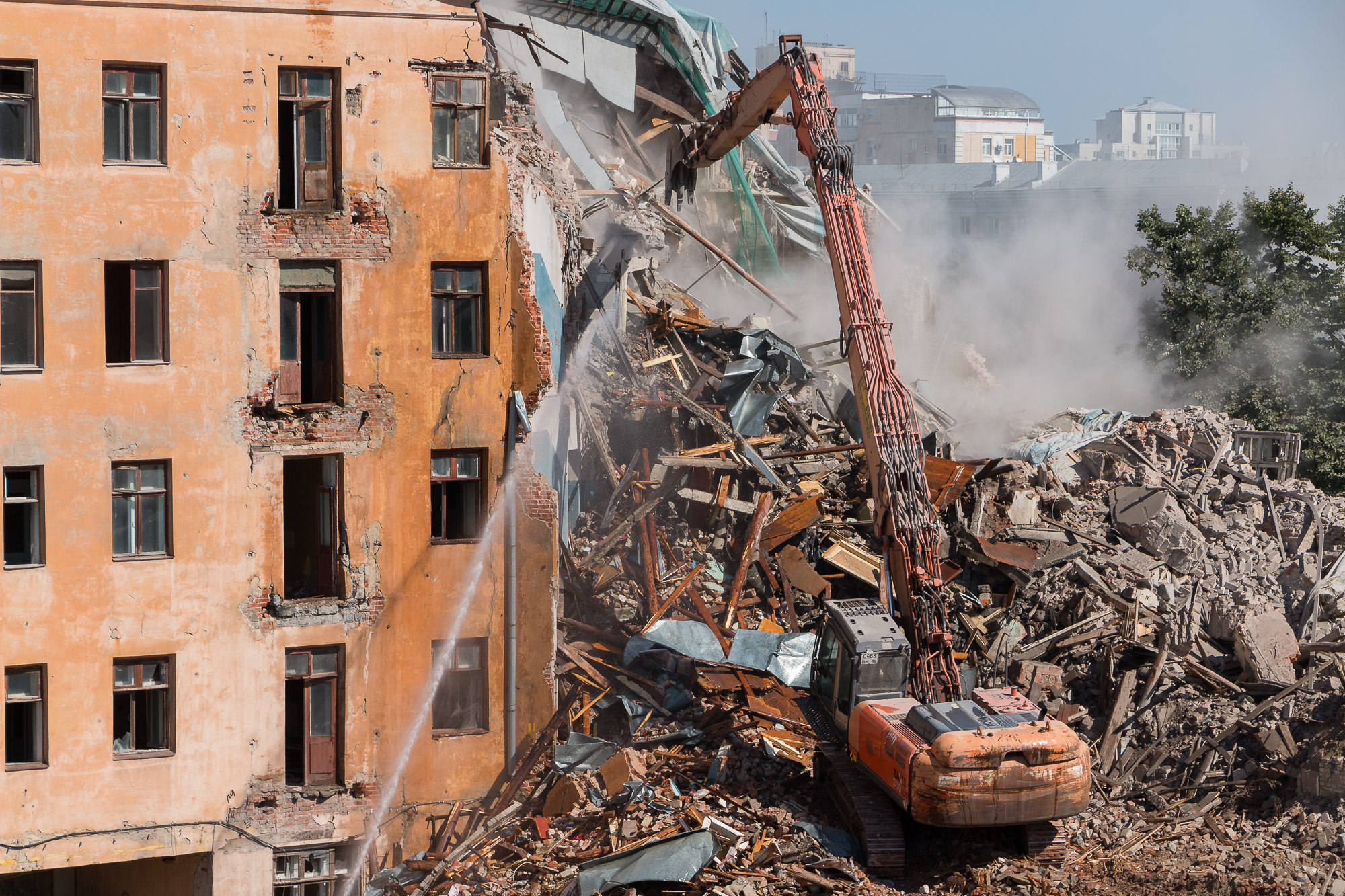
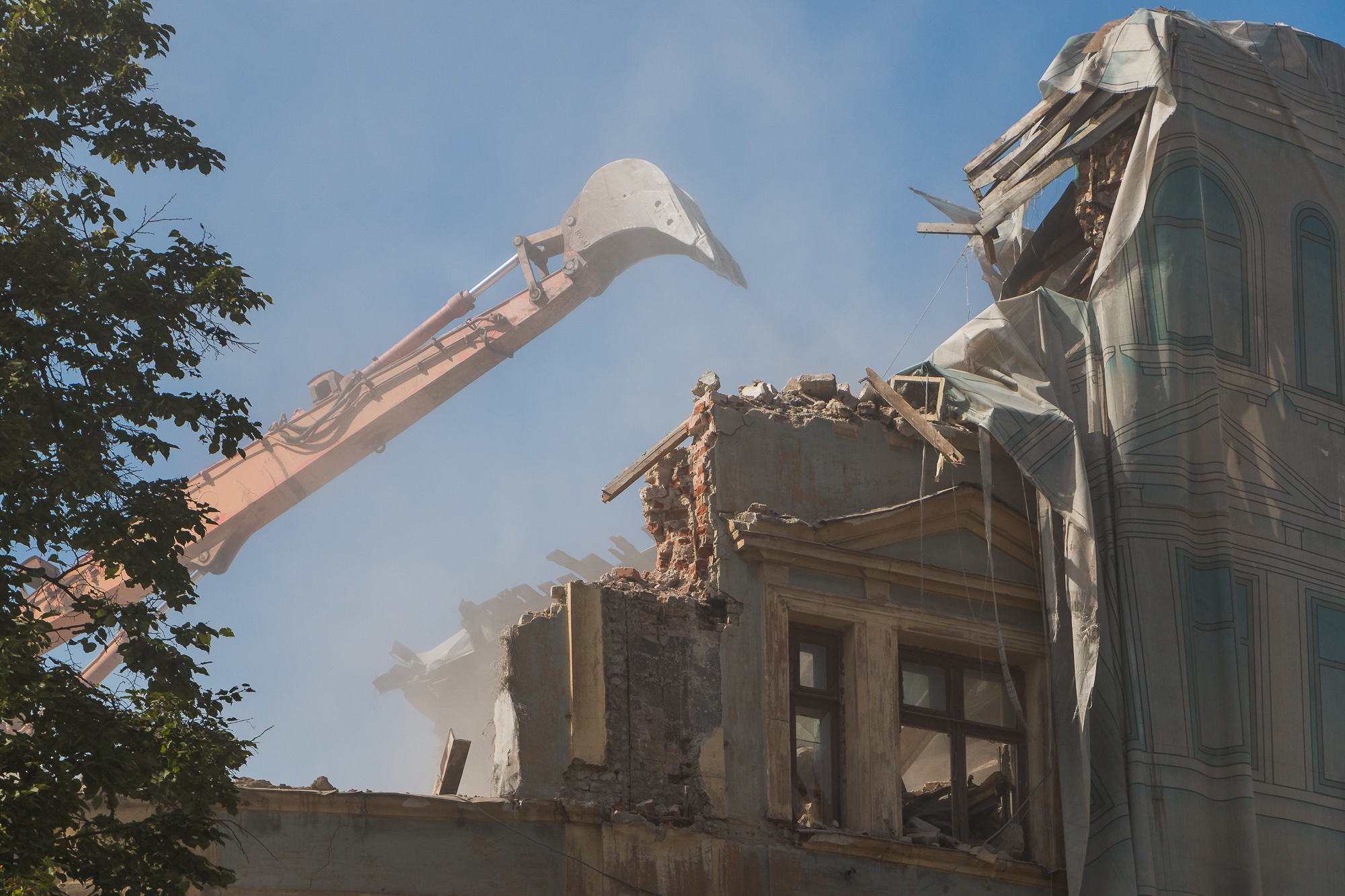
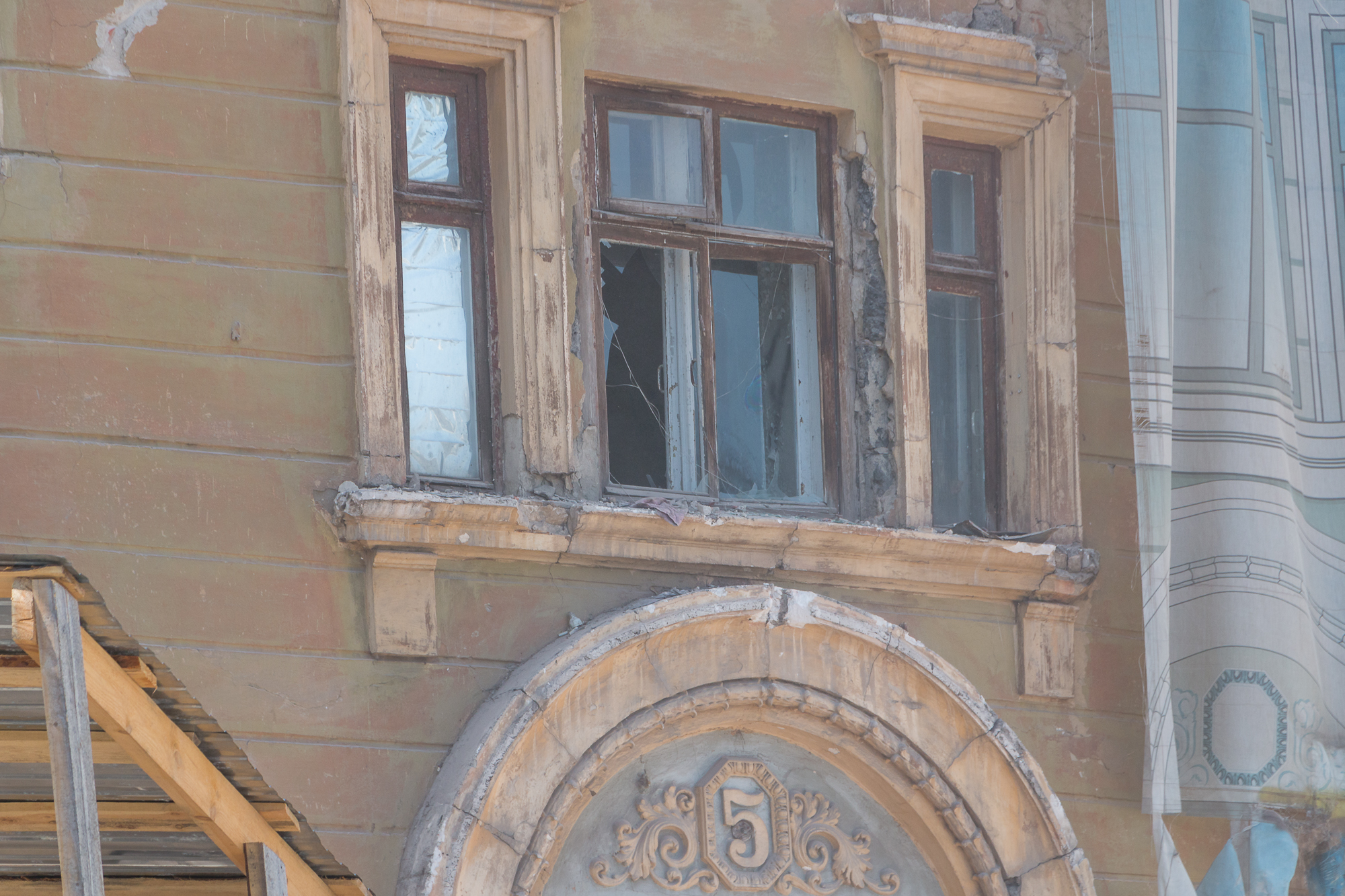
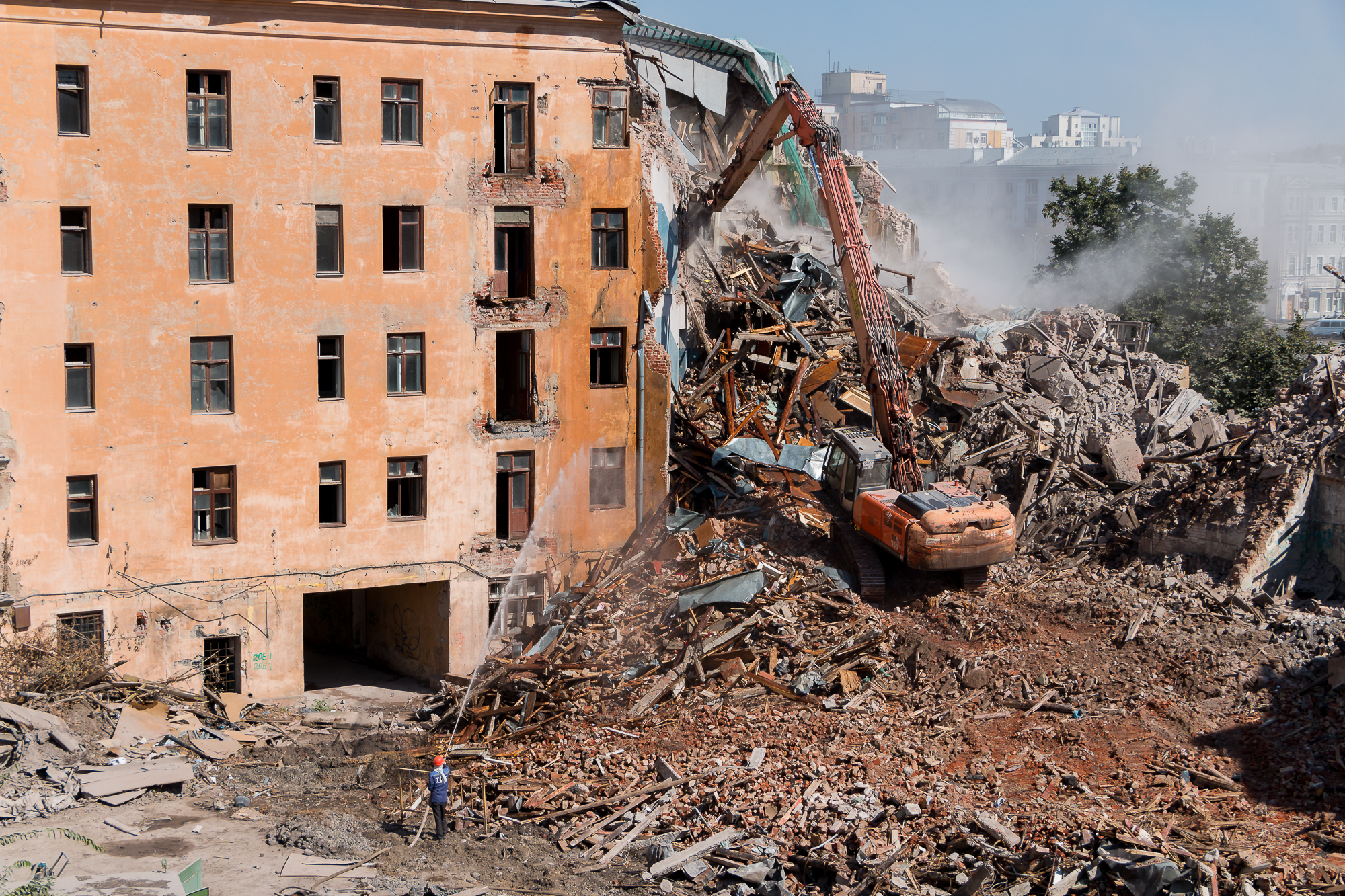
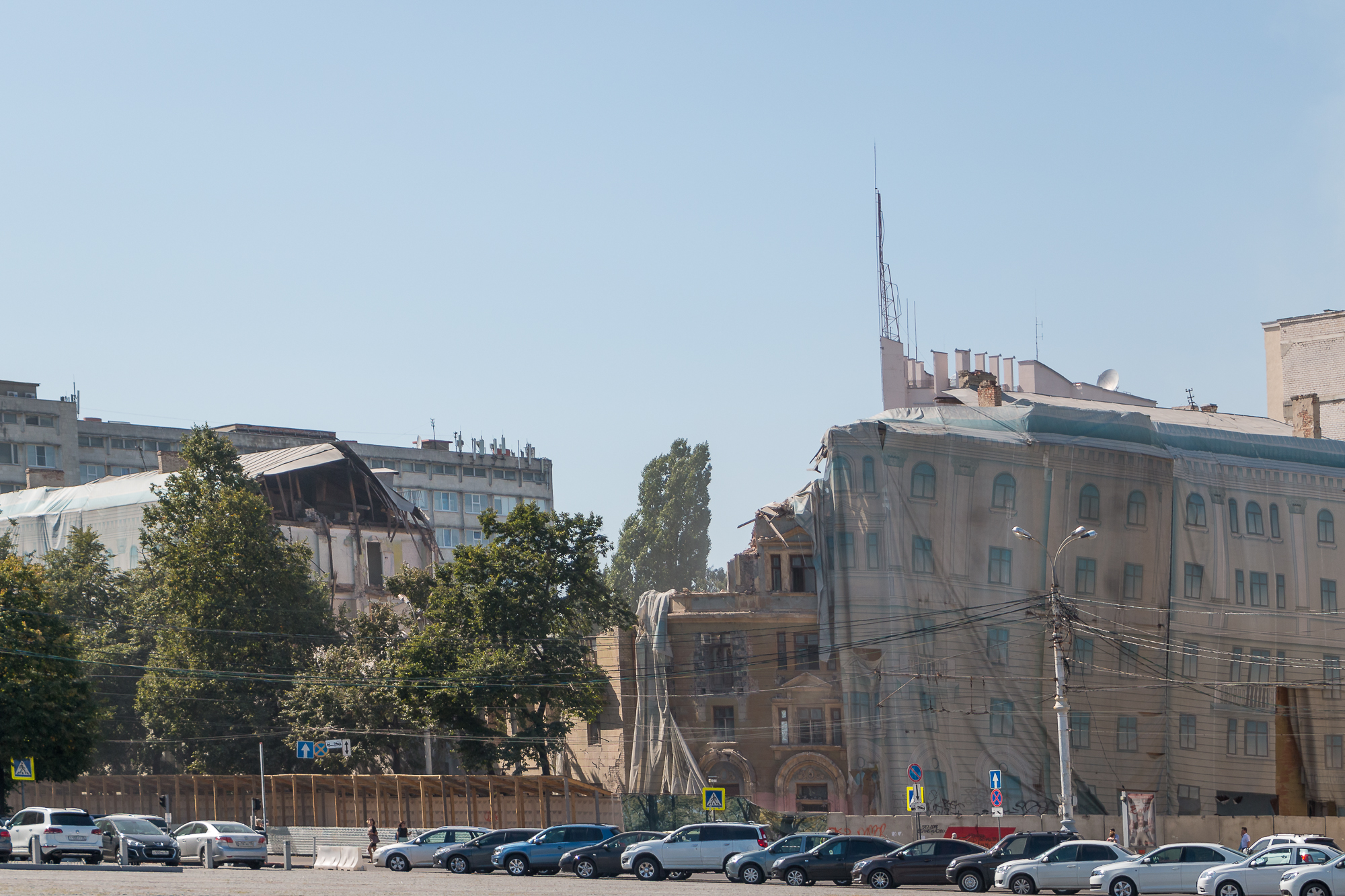

На конец сентября 2018 года здание было полностью снесено. К первому кварталу 2022 года на его месте было построено новое, фасад которого идентичен. В здании расположены 1,2 и 3-комнатные квартиры элитного класса стоимостью от 16 до 24 миллионов рублей (на 2024 год).